# Pallas Strozzi
Pallas Strozzi, també anomenat Pallas de Noferi, (Florència, 1372 - Pàdua, 8 de maig de 1462) fou un erudit florentí que dedicà la seva quantiosa fortuna a la propagació de les lletres. Pertanyia a la família Strozzi.
Feu venir de Grècia a Manuel Crisolores per encarregar-li una càtedra de grec a Florència i manà portar de Constantinoble diversos manuscrits, entre ells les Obres de Plató; les Vides paral·leles, Plutarc de Queronea; la Política d'Aristòtil, i la “Cosmografia”, de Tolomeu.
Convertí el seu domicili en una oficina de traductors i copistes, que dirigia ell mateix, ja que dominava el grec i el llatí. El 1428 fou nomenat rector de la Universitat de Florència; en va reorganitzar les càtedres i hi va cridar els millors professors d'Itàlia. Strozzi també va intervenir en els negocis públics, desenvolupà algunes ambaixades i assistí als Congressos de Ferrara i Siena.
Per més que treballà a mantindre la pau entre els dos partits dels Albizzi i dels Mèdici, que no veia amb bons ulls un rival protector de les lletres.
Llavors s'establí a Pàdua, i aconseguí que fos allà un altre eminent romà d'Orient, Joan Argiropul, amb qui va emprendre la traducció de diverses obres.